# Велиновичи
Велиновичи (пол. Welinowicz) — дворянский род герба Ястребец.
В прежнем Новогродском Воеводстве оседлые. Пётр Велинович в 1791 году получил от Адама Войниловича, Подкомория Новогродского, назначение в должность Коморника того же Воеводства.

## Описание герба
Ястршембец 9 или Велинович
В подкове, как в щите так и в навершии шлема, две стрелы накрест, острием вверх. Герб Ястршембец 9 (употребляют: Велиновичи) внесен в Часть 2 Гербовника дворянских родов Царства Польского, стр. 194.